# Trung tâm Vẽ và Đồ họa Tadeusz Kulisiewicz
Trung tâm Vẽ và Đồ họa Tadeusz Kulisiewicz là một phòng bảo tàng và trưng bày nghệ thuật đương đại của họa sĩ nổi tiếng Tadeusz Kulisiewicz. Trung tâm trực thuộc Bảo tàng khu vực Kalisz,  thành phố Kalisz, tỉnh Wielkopolskie, Ba Lan.

## Lịch sử
Năm 1982, Bảo tàng khu vực Kalisz đã có ý tưởng tạo ra một triễn lãm thường trực dành riêng cho Họa sĩ Tadeusz Kulisiewicz. Phải đến hai năm sau, tức là 1984, nhân dịp kỷ niệm 85 năm ngày sinh của ông, ý tưởng này đã được hiện thực hóa. Năm 1986, dưới sự bảo trợ của chính họa sĩ Tadeusz Kulisiewicz, "Triennial International International" lần thứ nhất đã được tổ chức tại đây. Năm 1988, theo ý nguyện của đời của ông, Bảo tàng đã mua lại toàn bộ thiết bị từ Studio Warsaw của Kulisiewicz về trưng bày tại Trung tâm. Vào ngày 26 tháng 9 năm 1994, nhân kỷ niệm 95 năm ngày sinh của ông, Trung tâm Vẽ và Đồ họa mang tên Tadeusz Kulisiewicz đã được khai trương.

## Bộ sưu tập
Bộ sưu tập của bảo tàng bao gồm khoảng 1400 tác phẩm (bản vẽ, phác họa, đồ họa) cả từ thời kỳ đầu sáng tạo của ông, ngoài ra trung tâm còn có những tác phẩm của loạt phim sau chiến tranh, các tài liệu về cuộc đời và sự nghiệp họa sĩ cũng được lưu trữ và trưng bày. Một mô hình Studio Warsaw nơi ông đã làm việc cũng được dựng lại và triển lãm tại một khu riêng.